# Accademia di Brera

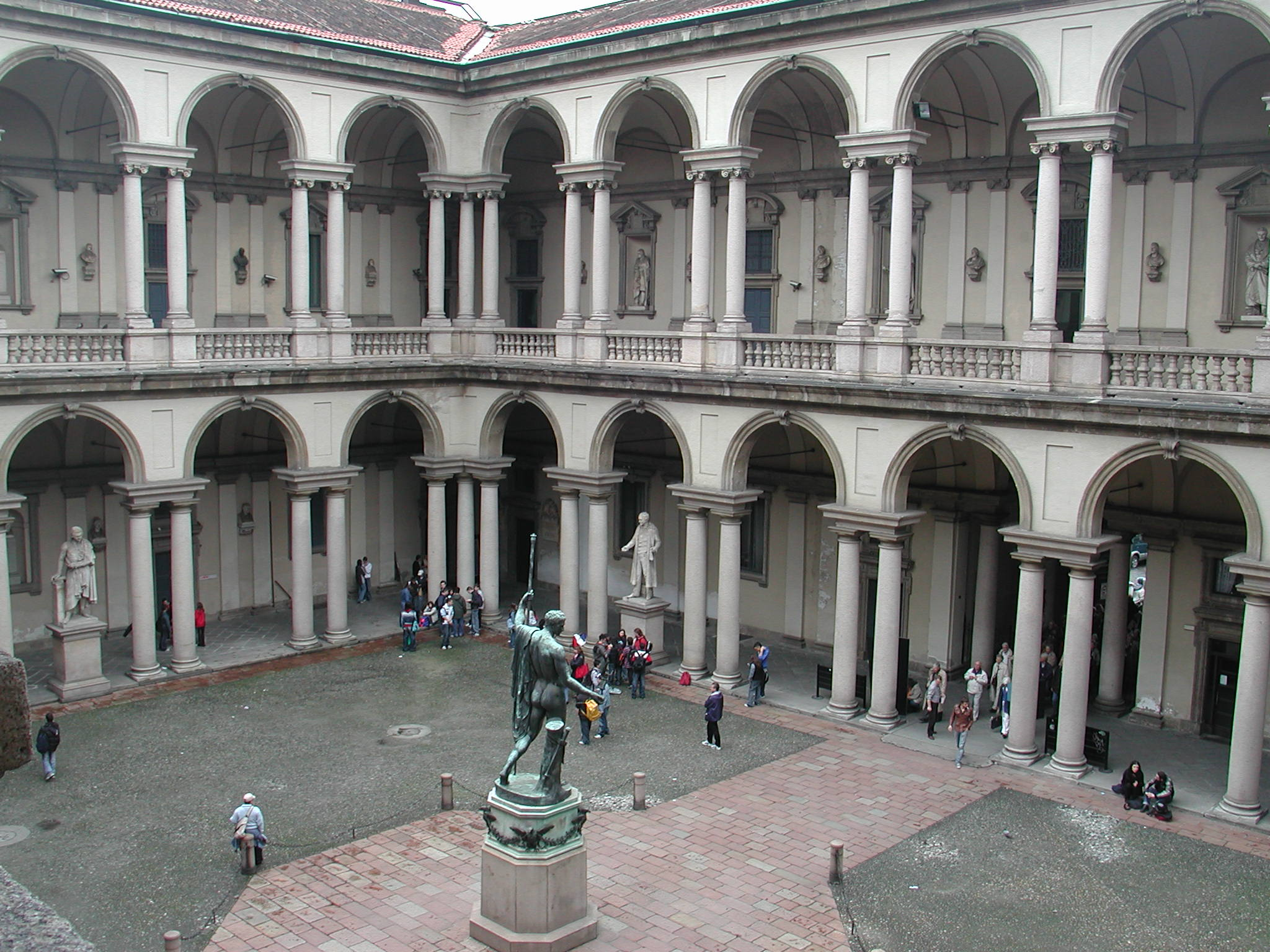
Binnenplaats van het Palazzo di Brera. Het bronzen standbeeld van Napoleon Bonaparte als Mars de Vredestichter werd in 1859 geplaatst, ter gelegenheid van een bezoek van Napoleon III.

De Accademia di Brera, officieel Accademia di Belle Arti di Brera, is een Italiaanse hogeschool voor de kunsten, gevestigd in het Palazzo di Brera in Milaan.

## Geschiedenis
In de 12e eeuw werd in Brera een klooster gebouwd, waar in de tweede helft van de 16e eeuw een jezuïetencollege werd gevestigd. Het huidige Palazzo di Brera werd in de 17e eeuw gebouwd, naar een ontwerp van Francesco Richini. Nadat Paus Clemens XIV in 1773 de jezuïetenorde ophief, kwam het paleis in handen van het huis Habsburg. Maria Theresia van Oostenrijk was in 1776 oprichter van de kunstacademie, die in het paleis werd ondergebracht. Zij voorzag in de oprichting van een cultureel centrum rond het paleis, met naast de academie een sterrenwacht (Osservatorio astronomico di Brera), bibliotheek (Biblioteca Nazionale Braidense), botanische tuin (Orto Botanico di Brera) en het Lombardisch Instituut voor Wetenschap en Letteren (Istituto Lombardo Accademia di Scienze e Lettere). 
In 1803 werd de academie hervormd als onderdeel van een algemene reorganisatie van het artistieke onderwijs; er werd een academische raad van dertig leden opgericht die de onderwezen vakken uitbreidde en vastlegde: architectuur, schilderkunst, beeldhouwkunst, ornamentiek, gravure, perspectief, artistieke anatomie en elementen van het figuur. Twee jaar later begonnen de jaarlijkse tentoonstellingen; hierin werden werken van zowel studenten van de Academie als van andere kunstenaars, zowel Italiaanse als Europese, tentoongesteld. In 1806 werd een kunstgalerie (Pinacoteca di Brera) aan de academie toegevoegd. De galerie werd in 1882 zelfstandig, maar bleef op dezelfde locatie gevestigd. In 1891 vormde de afdeling architectuur een eigen school, die later samenging met de Technische Universiteit van Milaan.

## Bekende docenten en studenten
- Valerio Adami
- Ambrogio Alciati
- Andrea Appiani
- George Baldessin
- Fons Bemelmans
- Willy Blees
- Enrico Butti
- Luigi Calamatta
- Carlo Carrà
- Adolfo Feragutti Visconti
- Lucio Fontana
- Theo ten Have
- Leendert Janzee
- Magdalena Jetelová
- Felix van der Linden
- Luigi Manini
- Marino Marini
- Fausto Melotti
- Luciano Minguzzi
- Hanneke Mols-van Gool
- Marcello Morandini
- Mario Palanti
- Heinz L. Pistol
- Gaetano Previati
- Krishna Reddy
- Norma Redpath
- Vanna Solofrizzo
- Giuseppe Spagnulo
- Mauro Staccioli
- Cesare Tallone
- Varpu Tikanoja
- Lies Van Gasse
- Michael Warren
- Robert Weimerskirch